# Cabourg
Cabourg è un comune francese di 4 078 abitanti situato nel dipartimento del Calvados nella regione della Normandia. Stazione balneare di fama internazionale, è resa celebre da Marcel Proust come la Balbec de Alla ricerca del tempo perduto. Suggestiva ed elegante la passeggiata che costeggia la spiaggia, la promenade Marcel Proust che fino ai primi anni 2000 si chiamava promenade des Anglais.

## Società

### Evoluzione demografica
Abitanti censiti